# 観光学科
観光学科（かんこうがっか）は、観光学に関する事項を教育する、大学及び専修学校の学科。
観光学科を設置する学部は多岐にわたっており、観光学部のほかには地域学部、国際学部、社会学部、経営学部、経済学部、商学部、法学部、総合政策学部などがある。

## 観光系学科・コース等を設置する大学

### 国立
- 秋田大学 教育文化学部 地域文化学科 地域社会コース[1]
- 山形大学 人文社会科学部 人文社会科学科 社会科学系 地域公共政策コース[1]
- 宇都宮大学 地域デザイン科学部 コミュニティデザイン学科[1]
- 山梨大学 生命環境学部 観光政策科学特別コース
- 金沢大学 人間社会学域 地域創造学類 観光学・文化継承コース、融合学域 観光デザイン学類
- 岐阜大学 社会システム経営学環[1]
- 和歌山大学 観光学部 観光学科、社会インフォマティクス学環
- 広島大学 総合科学部 国際共創学科[1]
- 香川大学 経済学部 経済学科昼間コース 観光・地域振興コース
- 愛媛大学 社会共創学部 地域資源マネジメント学科 文化資源マネジメントコース 観光文化領域[1]（旧法文学部 総合政策学科 観光まちづくりコース）
- 山口大学 経済学部 観光政策学科
- 琉球大学 国際地域創造学部 観光地域デザインプログラム（旧観光産業科学部）

### 公立
- 高崎経済大学 地域政策学部 観光政策学科
- 東京都立大学 都市環境学部 観光科学科（旧首都大学東京 都市環境学部 自然・文化ツーリズムコース）
- 山梨県立大学 国際政策学部 総合政策学科 地域マネジメントコース、国際関係・観光メディアコース
- 長野大学 環境ツーリズム学部 環境ツーリズム学科
- 公立小松大学 国際文化交流学部 国際文化交流学科 国際観光・地域創生コース
- 静岡県立大学 経営情報学部 経営情報学科 観光マネジメントメジャー
- 静岡文化芸術大学 文化政策学部 国際文化学科/文化政策学科/芸術文化学科 文明観光学コース[2]
- 大阪公立大学 文学部 文化構想学科 文化資源コース[1]
- 芸術文化観光専門職大学 芸術文化・観光学部 芸術文化・観光学科 観光専攻
- 奈良県立大学 地域創造学部 観光創造学科 創造コモンズ（旧観光学科）
- 福知山公立大学 地域経営学部 地域経営学科 交流観光系
- 県立広島大学 地域創生学部 地域創生学科 地域文化コース
- 島根県立大学 人間文化学部 地域文化学科[1]
- 山口県立大学 国際文化学部 文化創造学科[1]
- 高知県立大学 文化学部 文化学科 地域文化創造系 観光文化・観光まちづくり領域
- 長崎県立大学 地域創造学部 公共政策学科[1]、実践経済学科[1]
- 名桜大学 国際学部 国際観光産業学科

### 私立
北海道・東北
- 北海商科大学 商学部 観光産業学科
- 北海道武蔵女子大学 経営学部 経営学科[1]
- 札幌国際大学 観光学部 国際観光学科、観光ビジネス学科
- ノースアジア大学 総合政策学部 国際学科 観光コース
  - ノースアジア大学 法学部 国際学科 観光コース（募集停止）
- 青森大学 総合経営学部 総合経営学科 フィールド・ツーリズムコース
- 東日本国際大学 経済経営学部 経済経営学科 観光マネジメントコース
- 東北公益文科大学 公益学部 公益学科 観光・まちづくりコース
- 石巻専修大学 経営学部 経営学科 地域観光・マーケティングモデル

関東
- 高崎商科大学 商学部 経営学科 観光まちづくりコース
- 文教大学 国際学部 国際観光学科
- 流通経済大学 社会学部 国際文化ツーリズム学科（旧国際観光学科）
- 茨城キリスト教大学 文学部 文化交流学科[1]
- 常磐大学 総合政策学部 総合政策学科[1]
- 江戸川大学 社会学部 現代社会学科 観光学ゼミナール[1]
- 明海大学 ホスピタリティ・ツーリズム学部 ホスピタリティ・ツーリズム学科
- 千葉商科大学 サービス創造学部 サービス創造学科 観光地域論、観光サービス研究ゼミナール[1]
- 麗澤大学 経済学部 経済学科 観光・地域創生専攻
- 愛国学園大学 人間文化学部 人間文化学科 日本理解専攻[1]
- 秀明大学 観光ビジネス学部 観光ビジネス学科
- 城西国際大学 観光学部 ウェルネスツーリズム学科
- 城西大学 経営学部 マネジメント総合学科 観光・地域マネジメントコース
- 共栄大学 国際経営学部 国際経営学科 観光ビジネスコース
- 駿河台大学 現代文化学部 現代文化学科 観光ホスピタリティコース、経済経営学部 経済経営学科 観光&国際ビジネスコース
- 西武文理大学 サービス経営学部 サービス経営学科 ホスピタリティ・ツーリズムコース
- 浦和大学 社会学部 現代社会学科 観光・文化分野[1]
- 獨協大学 外国語学部 交流文化学科 ツーリズムフィールド
- 跡見学園女子大学 観光コミュニティ学部 観光デザイン学科
- 川村学園女子大学 生活創造学部 観光文化学科
- 東洋学園大学 グローバル・コミュニケーション学部 グローバル・コミュニケーション学科[1]
- 目白大学 社会学部 地域社会学科 観光・まちづくりコース
- 淑徳大学 経営学部 観光経営学科
- 立教大学 観光学部 観光学科
- 武蔵大学 人文学部 英語英米文化学科 交流文化・観光コース
- 大東文化大学 文学部 歴史文化学科 観光歴史学コース
- 二松学舎大学 文学部 都市文化デザイン学科 観光メディア専攻
- 帝京大学 経済学部 観光経営学科、地域経済学科[1]
- 帝京平成大学 人文社会学部 観光経営学科（旧現代ライフ学部 レジャービジネス学科）
- 大正大学 社会共生学部 公共政策学科[1]
- 立正大学 データサイエンス学部 データサイエンス学科[1]
- 國學院大學 観光まちづくり学部 観光まちづくり学科
- 東海大学 観光学部 観光学科、経営学部 観光ビジネス学科、湘南キャンパス 観光学副専攻
- 東洋大学 国際観光学部  国際観光学科
- 東京経済大学 コミュニケーション学部 国際コミュニケーション学科
- 東京女子大学 現代教養学部 国際社会学科 コミュニティ構想専攻[1]
- 東京国際大学 (東京キャンパス) 国際関係学部 国際関係学科/国際メディア学科（「観光立国」プログラム他）[1]
- 駒沢女子大学 観光文化学部 観光文化学科（旧人間総合学群 観光文化学類）
- 文化学園大学 国際文化学部 国際文化・観光学科
- 拓殖大学 国際学部 国際学科 国際観光コース
- 桜美林大学 ビジネスマネジメント学群 ビジネスマネジメント学類 観光・ホスピタリティ・エンターテイメントビジネス分野、リベラルアーツ学群 統合領域 地域デザインプログラム[1]
- 亜細亜大学 経営学部 ホスピタリティ・マネジメント学科
- 杏林大学 外国語学部 観光交流文化学科
- テンプル大学ジャパンキャンパス 観光ビジネス学科
- 多摩大学 グローバルスタディーズ学部 グローバルスタディーズ学科 高度観光・サービス人材育成プログラム
- 和光大学 表現学部 総合文化学科[1]
- 玉川大学 観光学部 観光学科
- 横浜商科大学 商学部 貿易・観光学科
- 神奈川大学 国際日本学部 国際文化交流学科 観光文化コース
- 松蔭大学 観光メディア文化学部 観光文化学科
- 相模女子大学 学芸学部 英語文化コミュニケーション学科 観光ビジネス領域[1]
- フェリス女学院大学 グローバル教養学部 国際社会学科 国際ビジネス・観光専攻

中部
- 新潟産業大学 経済学部 文化経済学科 観光ビジネス分野
- 新潟経営大学 観光経営学部 観光経営学科
- 金沢星稜大学 経済学部 地域システム学科 観光・地域経営系
- 松本大学 総合経営学部 観光ホスピタリティ学科
- 富山国際大学 現代社会学部 現代社会学科 観光専攻
- 日本大学 (三島キャンパス) 国際関係学部 国際総合政策学科／国際教養学科 グローバル観光コース
- 常葉大学 経営学部 経営学科[1]
- 静岡英和学院大学 人間社会学部 人間社会学科 観光地域デザインメジャー
- 浜松学院大学 現代コミュニケーション学部 地域共創学科 観光専攻
- 愛知東邦大学 経営学部 地域ビジネス学科 観光ビジネスコース[1]
- 愛知淑徳大学 交流文化学部 交流文化学科 観光分野
- 愛知学院大学 文学部 グローバル英語学科. グローバル英語学科 観光コース
- 名古屋外国語大学 現代国際学部 国際教養学科[1]
- 椙山女学園大学 文化情報学部 文化情報学科[1]
- 星城大学 経営学部 経営学科 現代経営系 観光・まちづくり分野
- 桜花学園大学 国際学部 国際学科 観光専攻、学芸学部 英語学科 観光コース
- 金城学院大学 国際情報学部 国際情報学科 グローバルスタディーズコース[1]
- 仁愛大学 人間学部 コミュニケーション学科 観光学特設コース
- 岐阜女子大学 文化創造学部 文化創造学科 文化創造学専攻 観光専修
- 鈴鹿国際大学 国際人間科学部 観光学科
- 鈴鹿大学 国際地域学部 国際地域学科 観光コース、英米コース[1]、アジアコース[1]

近畿
- 京都外国語大学 国際貢献学部 グローバル観光学科
- 嵯峨美術大学 芸術学部 デザイン学科 観光デザイン領域（旧京都嵯峨芸術大学 芸術学部 観光デザイン学科）
- 京都橘大学 経済学部 経済学科 観光・文化コース（旧現代ビジネス学部 都市環境デザイン学科 観光・都市デザインコース）
- 京都文教大学 総合社会学部 総合社会学科 観光・地域デザインコース（旧国際英語学部 国際英語学科 グローバルツーリズムコース）
- 京都産業大学 現代社会学部 現代社会学科 地域社会学コース、文化学部 京都文化学科 観光文化コース
- 京都先端科学大学 経済経営学部 経営学科 航空観光コース
- 平安女学院大学 国際観光学部  国際観光学科
- 立命館大学 文学部 人文学科 地域研究学域 地域観光学専攻
- 立命館アジア太平洋大学 サステイナビリティ観光学部 サステイナビリティ観光学科
- 同志社女子大学 現代社会学部 社会システム学科 京都学・観光学コース
- 関西国際大学 現代社会学部 観光学科
- 大阪国際大学 国際教養学部 国際観光学科
- 大阪観光大学 観光学部 観光学科
- 大阪産業大学 経済学部 経済学科/国際経済学科 観光ビジネスコース
- 大阪学院大学 経営学部 ホスピタリティ経営学科
- 大阪商業大学 公共学部 公共学科 地域と社会参加コース[1]、副専攻地域探究領域[1]
- 大阪成蹊大学 国際観光学部　国際観光学科
- 近畿大学 経営学部 商学科 観光・サービスコース
- 阪南大学 国際学部 国際観光学科
- 摂南大学 経済学部 経営学科 観光経済コース
- 四天王寺大学 文学部 日本学科 観光学ゼミ
- 太成学院大学 人間学部 人間行動学科 観光学系
- 羽衣国際大学 現代社会学部 現代社会学科 観光コース（旧産業社会学部 キャリアデザイン学科 観光マネジメントコース）
- 梅花女子大学 文化表現学部 国際英語学科 観光エアライン専攻
- 追手門学院大学 地域創造学部 地域創造学科 観光コース
- 大手前大学 現代社会学部 現代社会学科 観光・マネジメント専攻
- 宝塚医療大学 観光学部 観光学科
- 神戸国際大学 経済学部 経済学部 国際文化ビジネス・観光学科（旧都市環境・観光学科）
- 神戸学院大学 グローバル・コミュニケーション学部 グローバル・コミュニケーション学科 英語コース[1]
- 流通科学大学 人間社会学部 観光学科
- 流通科学大学 サービス産業学部 観光・生活文化事業学科
- 神戸海星女子学院大学 現代人間学部 英語観光学科 観光分野（観光ホスピタリティ学科は廃止）[3]
- 芦屋大学 経営教育学部 経営教育学科 経営マネジメントコース 観光・航空ビジネス専攻
- 帝塚山大学 経済経営学部 経済経営学科 国際観光プログラム[1]
- 奈良大学 文学部 地理学科[1]

中国・四国・九州
- 広島修道大学 商学部 商学科 地域・観光コース
- 比治山大学 現代文化学部 マスコミュニケーション学科[1]
- 安田女子大学 現代ビジネス学部 国際観光ビジネス学科
- 倉敷芸術科学大学 産業科学技術学部 観光学科
- 岡山商科大学 経営学部 商学科 観光・地域開発コース（旧商学部 国際観光学科）
- 四国学院大学 社会学部 カルチュラル・マネジメント学科 観光学メジャー
- 東亜大学 人間科学部 心理臨床・子ども学科 国際教養コース[1]、国際交流学科 観光文化コース
- 梅光学院大学 文学部 人文学科 国際ビジネスコミュニケーション専攻[1]
- 日本経済大学 経済学部 商学科 ホテル・観光ビジネスコース、経営学部 グローバルビジネス学科 エアラインマネジメントコース
- 福岡女学院大学 人文学部 現代文化学科 観光文化分野
- 九州産業大学 地域共創学部 観光学科（旧商学部 観光産業学科）
- 九州国際大学 現代ビジネス学部 地域経済学科 観光ビジネスコース
- 久留米大学 経済学部 文化経済学科 環境・ツーリズム(観光)コース
- 西南女学院大学 人文学部 観光文化学科
- 長崎国際大学 人間社会学部 国際観光学科
- 熊本学園大学 商学部 ホスピタリティ・マネジメント学科
- 尚絅大学 現代文化学部 文化コミュニケーション学科[1]
- 別府大学 国際経営学部 国際経営学科 観光・地域経営コース
- 沖縄キリスト教学院大学 人文学部 観光文化学科

## 観光系研究室を設置する大学
- 北海道大学大学院国際広報メディア・観光学院/観光学高等研究センター
- 岩手大学大学院農学研究科 共生環境専攻（旧農林環境科学専攻森林科学分野）造園計画学・観光学研究室
- 東北大学大学院文学研究科・文学部人文社会学科 社会学研究室 観光社会学研究分野

- 筑波大学人文社会学系 人間総合科学研究科 世界遺産専攻、自然保護寄附講座　自然地観光計画研究室／開発観光計画研究室
- 東京工業大学環境・社会理工学院 建築学系　都市・環境学コース　十代田研究室
- 横浜市立大学大学院都市社会文化研究科 都市社会文化専攻/国際教養学部 都市学系　観光マネジメント研究室
- 北陸先端科学技術大学院大学(JAIST) 敷田研究室
- 山梨大学生命環境学部 地域社会システム学科／大学院医学工学総合教育部環境社会創生工学専攻／大学院医学工学総合教育部生命環境学専攻 観光政策科学特別コース 観光まちづくり研究室／景観まちづくり研究室
- 鳥取大学 工学部 電気情報系学科 観光情報学/大学院工学研究科 情報エレクトロニクス専攻 知能情報工学コース
- 島根県立大学 人間文化学部 地域文化学科 観光地デザイン研究室

- 東京農工大学 農学研究院 自然環境保全学部門/農学部地域生態システム学科/農学府自然環境保全学専攻 森林経営学研究室森林-人間系科学部門
- 東京農業大学地域環境科学部 造園科学科 環境計画・設計分野 観光レクリエーション研究室→環境計画・設計分野 景観計画学研究室、地域創成科学科地域デザイン学研究室
- 東京農業大学生物産業学部（北海道オホーツクキャンパス）自然資源経営学科 ネイチャーマネジメント・ツーリズム分野 ワイルドライフマネジメント・ツーリズム研究室
- 日本大学生物資源科学部 食品ビジネス学科 フードツーリズム論研究室

## 観光系学科・コース等を設置する短期大学
- 大阪成蹊短期大学 観光学科
- 東洋大学短期大学 ホテル観光科
- 札幌国際大学短期大学部・英語コミュニケーション学科観光英語コース
- 東京交通短期大学 交通科
- 南九州大学短期大学部  国際教養学科 ホテル・観光コース
- 折尾愛真短期大学 観光ビジネスコース
- 実践女子大学短期大学部　英語コミュニケーション学科観光文化コース
- 東京成徳短期大学　言語文化コミュニケーション学科
- 名古屋経営短期大学　ビジネス実践学科観光ビジネスコース
- 大阪国際大学短期大学部　国際文化学科観光ビジネスコース
- 東海大学福岡短期大学　国際文化学科観光・ビジネス系
- 聖徳大学短期大学部総合文化学科観光・ホテルブランチ
- 上田女子短期大学総合文化学科観光・ブライダルフィールド
- 育英短期大学 現代コミュニケーション学科 観光・ブライダルコース
- 大阪千代田短期大学総合コミュニケーション学科観光コース
- 埼玉女子短期大学 国際コミュニケーション学科 エアラインホスピタリティコース 観光・ホテルコース
- 金沢学院短期大学 日本文化＆観光系
- 聖和学園短期大学 キャリア開発総合学科：観光・ホスピタリティ系
- 高崎商科大学短期大学部 現代ビジネス学科　観光・ホテル・エアラインコース
- 自由が丘産能短期大学 能率科 観光・国際コース
- 嘉悦大学短期大学部 ビジネスコミュニケーション学科
- 大阪青山短期大学 ことばと文化学科 観光ビジネスコース
- 名古屋経営短期大学 総合ビジネス学科 観光ビジネスコース
- 湘北短期大学 総合ビジネス学科
- 星稜女子短期大学 観光マネジメントコース
- 国際短期大学 英語コミュニケーション学科国際観光コース
- 鈴峯女子短期大学 言語文化情報学科観光コース
- 高松短期大学 秘書科観光文化コース
- 大分県立芸術文化短期大学 国際総合学科 観光マネジメントコース

## 観光系学科を設置する専修学校
観光学科
- 日本ビジネス綜合専門学校

国際観光学科
- 専門学校日本ビジネススクール
- 国際観光専門学校（他 航空貿易学科）
- 国際マルチビジネス専門学校

その他の学科
- 駿台トラベル&ホテル専門学校 トラベル学科・国際エアカーゴ学科
- 専門学校日本スクールオブビジネス ホテル・トラベルビジネス学科
- 専門学校日本スクールオブビジネス21 ホテル・トラベルビジネス学科（トラベルコース、ホテル・観光コース、鉄道・交通コース）
- 専門学校ブライトンカレッジ 旅行観光学科
- ほかはホテル科、観光科を参照